# Tommy Turrentine
Tommy Turrentine est un trompettiste et compositeur de jazz swing et hard bop américain né le 22 avril 1928 à Pittsburgh en Pennsylvanie et mort le 15 mai 1997. Il est connu pour avoir joué aux côtés de Max Roach, et dans les orchestres de Count Basie, Dizzy Gillespie, Charles Mingus, Benny Carter notamment.

## Discographie

### En tant que leader
- 1960: Tommy Turrentine (Time Records, 1960) - avec Stanley Turrentine, trombonist Julian Priester, bassist Bob Boswell, drummer Max Roach, pianist Horace Parlan[1]

### En tant que sideman
avec Ahmed Abdul-Malik
- The Music of Ahmed Abdul-Malik (New Jazz, 1961)
- Sounds of Africa (New Jazz, 1961)

avec Paul Chambers
- 1st Bassman (VeeJay 1960)

avec Sonny Clark
- Leapin' and Lopin' (Blue Note, 1961)

avec Lou Donaldson
- The Natural Soul (Blue Note, 1962)
- Signifyin' (Argo, 1963)

avec Booker Ervin
- The Book Cooks (Bethlehem, 1960)

avec Dexter Gordon
- Landslide (Blue Note, 1961-62 [1980])

avec Rufus Jones
- Five on Eight (Cameo)

avec Philly Joe Jones
- Mean What You Say (Sonet, 1977)

avec Abbey Lincoln
- Abbey Is Blue (Riverside, 1959)

avec Jackie McLean
- A Fickle Sonance (Blue Note, 1961)

avec Horace Parlan
- Speakin' My Piece (Blue Note, 1960)
- On the Spur of the Moment (Blue Note 1961)

avec John Patton
- Blue John (Blue Note, 1963)

avec Max Roach
- Quiet as It's Kept (Mercury, 1959)
- Moon Faced and Starry Eyed (Mercury, 1959)
- Long as You're Living (Enja, 1960 [1984])
- Parisian Sketches (Mercury, 1960)

avec Archie Shepp
- Mama Too Tight (Impulse!, 1966)

avec Sun Ra
- Blue Delight (A&M, 1989)

avec Stanley Turrentine
- Comin' Your Way (Blue Note, 1961)
- Jubilee Shout!!! (Blue Note, 1962)
- A Bluish Bag (Blue Note, 1967)
- The Man with the Sad Face (Fantasy, 1976)